# Sonoboa

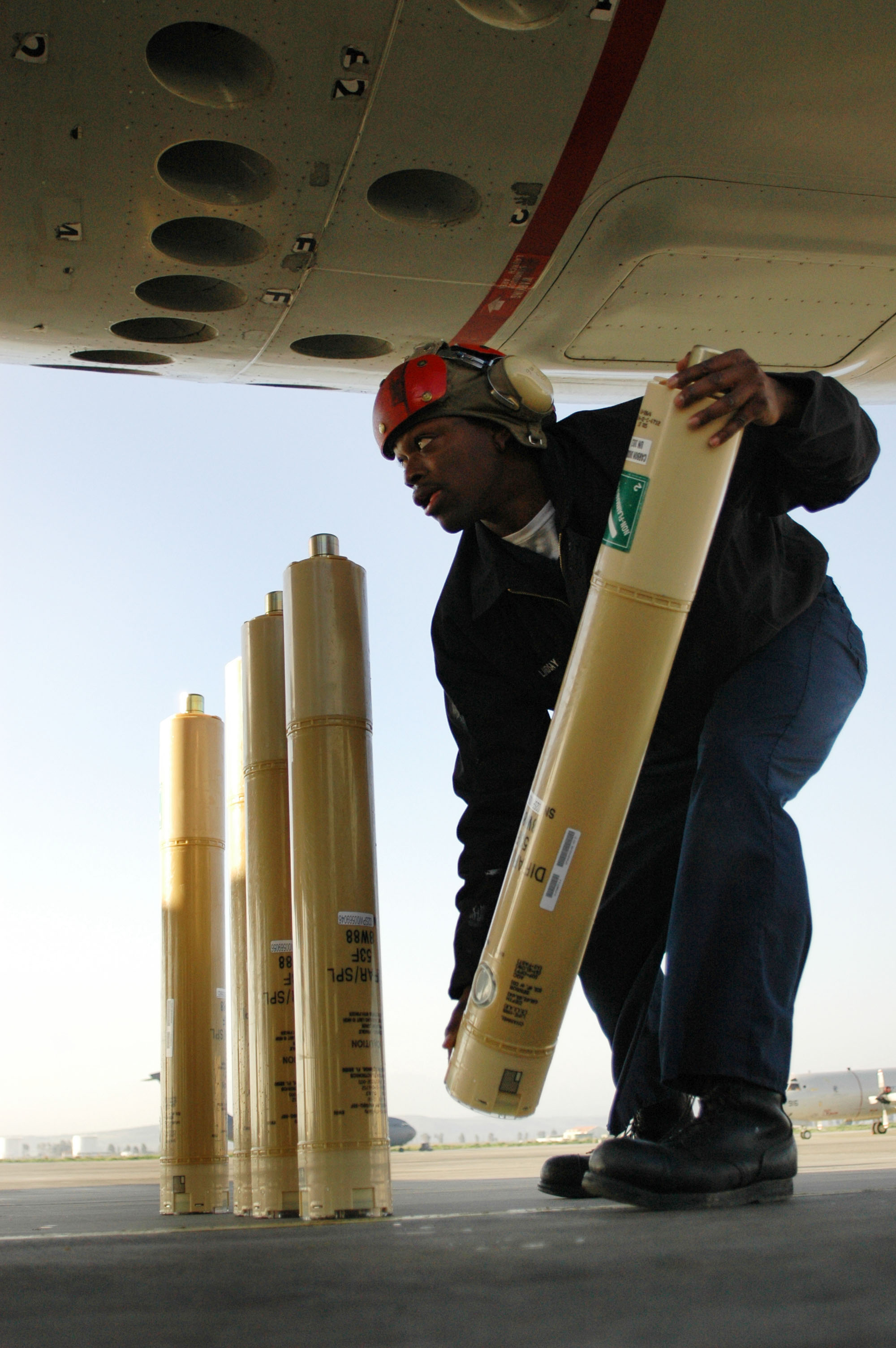
Un tecnico carica alcune sonoboe nel vano di un P-3 Orion della US Naval Aviation

La sonoboa è un tipo particolare di boa radioacustica legata alle tecnologie di rilevamento sonar usata nella lotta antisommergibile.

## Tipologie
Ne esistono di due tipi, attiva e passiva. La prima emette onde acustiche e ne capta la riflessione da parte dell'ambiente circostante, rimandando al suo controllore, normalmente situato in un mezzo aereo, una immagine sonar del suo campo di azione, ed è a sua volta rilevata dai bersagli delle sue emissioni; la sua durata è funzione delle batterie della quale è equipaggiata e della potenza di emissione degli impulsi. Il secondo tipo, passivo, non emette alcuna energia radiante ma si limita a rilevare gli impulsi acustici emessi dall'ambiente, sia ad opera dell'uomo che della natura, come ad esempio il rumore creato dal riflusso di una corrente su degli scogli o su un relitto. Le boe sono dispositivi ad alta tecnologia e pertanto per prevenirne la cattura e lo studio da parte di terzi sono dotate di dispositivi automatici di affondamento dopo un certo tempo. Per gli Stati Uniti esistono boe di tipo LOFAR, DIFAR e DICASS, con appositi software di gestione ed elaborazione dati; questa classificazione è entrata nel gergo internazionale, per lo meno nell'area occidentale.

## Funzionamento

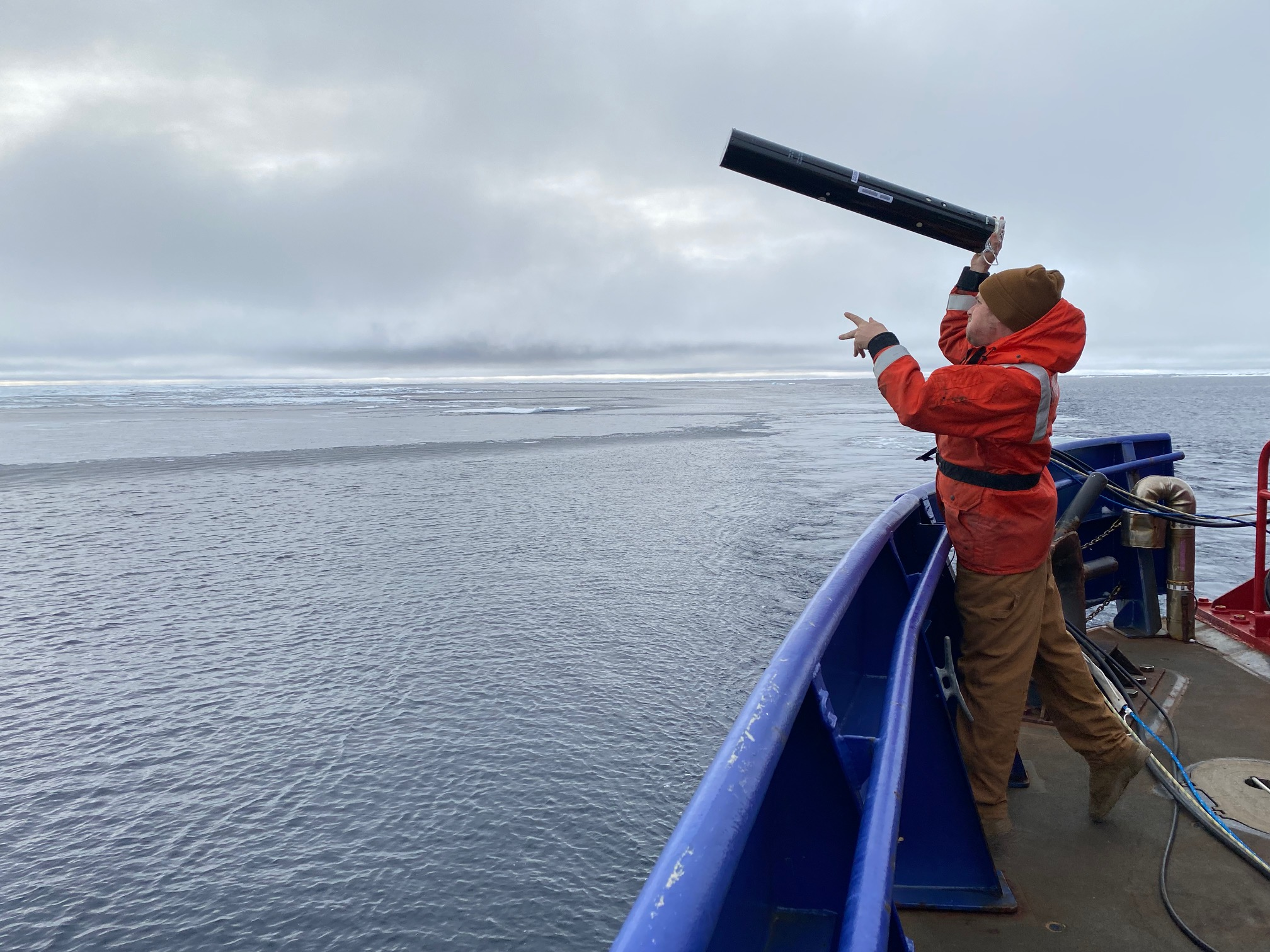
Dispiegamento manuale di una sonoboa nell'Oceano Artico dal ponte di poppa della R/V Sikuliaq

Le sonoboe vengono catapultate fuori dagli aerei in bombole che si dispiegano una volta che si impattano con l'acqua. Un trasmettitore resta sulla superficie per la comunicazione con l'aeromobile, mentre uno o più sensori idrofonici e l'apparecchiatura di stabilizzazione scendono sotto la superficie ad una profondità specifica ma variabile in base alle condizioni ambientali e alle modalità di ricerca. Esse trasmettono informazioni acustiche provenienti dai suoi idrofoni tramite le radiofrequenze UHF o VHF agli operatori a bordo dell'aereo.